# Menelaos (Mathematiker)

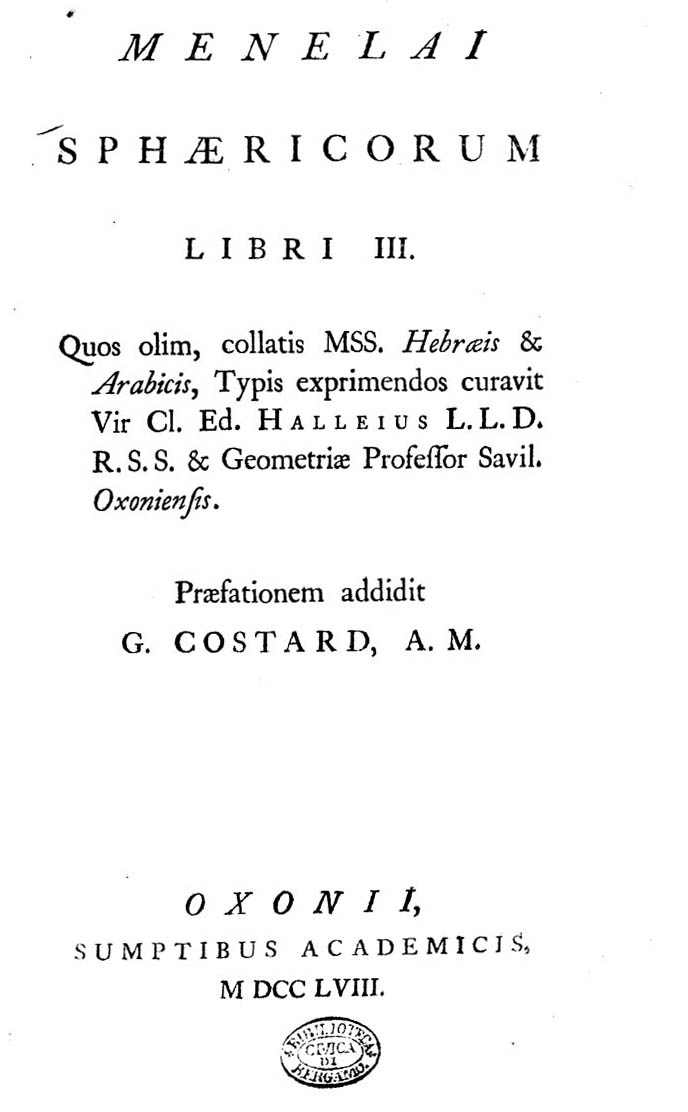
Sphaericorum libri tres

Menelaos (auch Menelaos von Alexandria; * um 45/50 in Alexandria; † um 110/120 vermutlich in Rom) war ein antiker griechischer Mathematiker und Astronom.
Über das Leben des Menelaos ist wenig bekannt. Es wird vermutet, dass er nach seiner Jugend von Alexandria nach Rom zog. Sowohl Pappos als auch Proklos nennen ihn Menelaos von Alexandria; dies deutet darauf, dass er möglicherweise dort geboren wurde. Eine Unterhaltung mit Lucius ist von Plutarch überliefert. Um 98 soll Menelaos in Rom astronomische Beobachtungen gemacht haben, wie Claudius Ptolemäus berichtet. Außerdem hat er den nach ihm benannten Satz von Menelaos bewiesen.
Sphaerica ist das einzige, in arabischer und hebräischer Übersetzung erhaltene Werk des Menelaos. In dem Buch geht es um die für Astronomen wichtigen sphärischen Dreiecke. Darin findet sich der Satz des Menelaos. Die überlieferten Versionen der Sphaerica unterscheiden sich teilweise erheblich.
Weitere noch den Arabern bekannte Bücher von Menelaus waren die „Elemente der Geometrie“ (von denen Thabit Ibn Qurra eine nicht erhaltene Übersetzung anfertigte) in drei Büchern, das „Buch der Dreiecke“, von dem Fragmente einer arabischen Übersetzung gefunden wurden, sowie zwei weitere Werke. Hinweise in einer arabischen Quelle lassen vermuten, dass die „Elemente der Geometrie“ auch die Kurve diskutierten, mit der Archytas von Tarent den Würfel verdoppelte.
Der Mondkrater Menelaus und die Rimae Menelaus sind nach dem antiken Astronomen benannt.